# Heinrich der Ältere (Mödling)

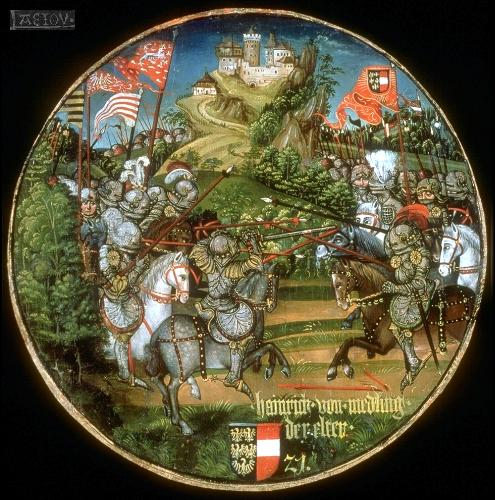
Herzog Heinrich der Ältere von Mödling (1158–1223) im Kampf gegen Soběslav II., mit der Burg Mödling im Hintergrund, dargestellt im Babenberger Stammbaum, Stift Klosterneuburg (erstellt 1489–1492)

Heinrich der Ältere, auch Heinrich de Medlich (* 1158; † 11. September 1223) aus einer Familie, die heute als die Babenberger bekannt sind, war einer der beiden Söhne des Markgrafen und späteren Herzogs Heinrich II. von Österreich aus seiner 2. Ehe mit Theodora Komnena, einer Nichte des  byzantinischen Kaisers Manuel I. Er war der jüngere Bruder von Leopold V., Herzog von Österreich und von Steiermark. Zur Unterscheidung von seinem gleichnamigen Sohn wird er gewöhnlich in der Forschung als Heinrich der Ältere bezeichnet.

## Leben
Heinrich der Ältere hatte von seinem Bruder Leopold, der bereits zu Lebzeiten des Vaters mit dem Herzogtum Österreich belehnt worden war, die Herrschaft Mödling erhalten, die zu den ältesten Besitzungen seiner Familie gehörte und unter ihm einen großen Aufschwung erlebte. Er nannte sich ebenfalls Herzog. Unter ihm wurde die Burg Mödling errichtet, wo er seinen eigenen Hof hielt. Trotz seines hohen Ansehens trat er jedoch nie in Konkurrenz zu seinem Bruder.
Heinrich der Ältere begründete eine Nebenlinie der Babenberger.
Begraben wurde er in der Grablege der Babenberger im Kapitelsaal des Stiftes Heiligenkreuz.

## Ehe und Nachkommen

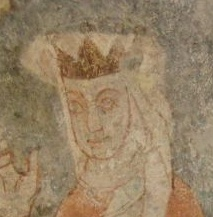
Richza, Herzogin von Mödling – Malerei im Mödlinger Karner

Er war verheiratet mit Richza (auch Richsa oder Raitza) († 1182), einer Tochter des böhmischen Königs Vladislavs II. aus dessen 2. Ehe mit Judith von Thüringen.
- Heinrich der Jüngere († 1236[3]), Herzog von Mödling. Mit ihm starb diese Nebenlinie der Babenberger aus.

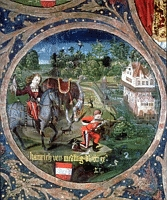
Heinrich der Jüngere

## Gegenwart
Heute dient Heinrich als Grundlage für die Rolle des Herzog Heinrich vom Mödlinger Fasching.